# Lijst van straten in Bandung

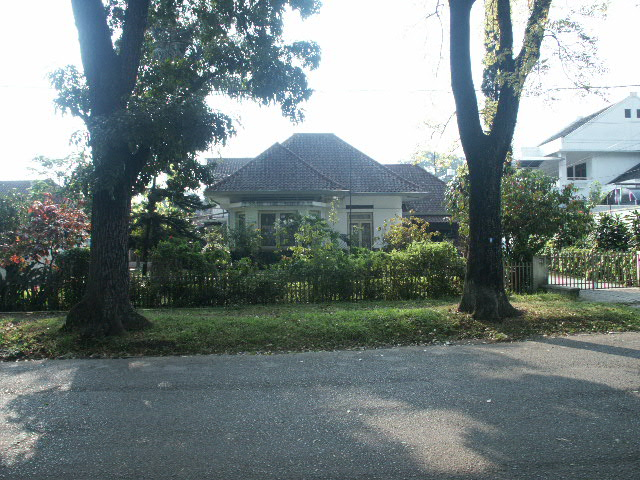
Villa aan de voormalige deftige Nijlandweg (nu: Jalan Cipaganti)

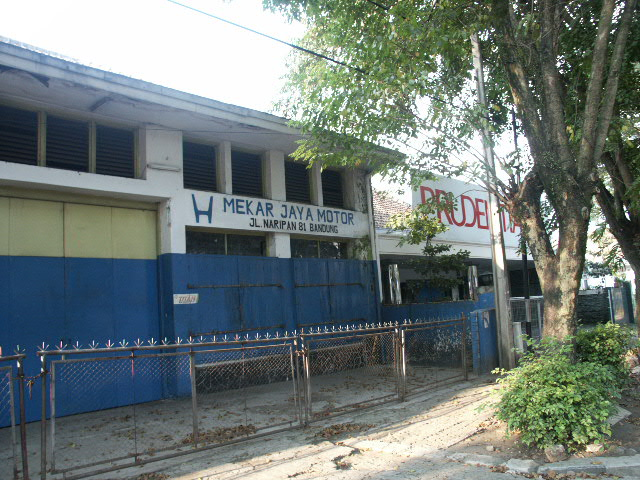
De drukke Naripan weg. Een van de weinige straten in Bandung die hun naam hebben behouden

Dit is een lijst van straten in de Indonesische stad Bandung. 

## Geschiedenis
Nadat de officiële onafhankelijkheid van Indonesië in december 1949 was afgeroepen, heeft de nieuwe republiek getracht de sporen van de koloniale periode uit te wissen. Dat hield onder meer in dat typische Nederlandse straatnamen, zoals die in Bandung (voorheen Bandoeng), zijn omgedoopt in Indonesische namen.

## Lijst
| Oude naam                     | Nieuwe naam (Jl.=Jalan=straat)                                                                                   |
| ----------------------------- | --- |
| Achterpassarstraat            | Belakang Pasar, Jl.                                                                                              |
| Acht Kooienlaan               | Neglasari, Jl.                                                                                                   |
| Admiraal de Ruyterlaan        | Bosscha, Jl. |
| Amhertsialaan                 | Karanggarum, Jl.                                                                                                 |
| Ananaslaan                    | Nanas, Jl. |
| Angsanalaan                   | Sirnargalih, Jl.                                                                                                 |
| Antennestraat                 | Tasikmalaya, Jl.                                                                                                 |
| Atelierlaan                   | Bengkel, Jl. |
| Atjehstraat                   | Aceh Jl. |
| Balistraat                    | Bali Jl. |
| Barendszstraat                | Cendana, Jl. |
| Bazelweg, de                  | Badak Singa, Jl.                                                                                                 |
| Beatrix Boulevard             | Dipiti Ukur Jl.                                                                                                  |
| Berg en Dalseweg              | Ciumbuleuit, Jl.                                                                                                 |
| Bernardlaan                   | Hasanuddin, Jl.                                                                                                  |
| Bilderdijkstraat              | Rangga Malela, Jl.                                                                                               |
| Billitonstraat                | Belitung, Jl. |
| Borremeuslaan                 | Suryakencana, Jl.                                                                                                |
| Boschlaan                     | Panumbang Jaya, Jl.                                                                                              |
| Bosschaboulevard              | Rangga Gading, Jl.                                                                                               |
| Bothstraat                    | Terate, Jl. |
| Bougainvillelaan              | Soka, Jl. |
| Boumanlaan                    | Kidang Pananjung, Jl.                                                                                            |
| Bragaweg                      | Braga, Jl. |
| Broekweg, v.d.                | Jatayu, Jl. |
| Bronbeekweg                   | Sukajadi, Jl. |
| Bruyns en Thijssenweg         | Marconi, Gg. |
| Buitenweg Oost Dennenlust     | Aipda. KS. Tubun, Jl.                                                                                            |
| Buitenweg West Dennenlust     | Kapten Tendean, Jl.                                                                                              |
| Coopsweg, Burg.               | Pajajaran, Jl.                                                                                                   |
| Kuhrweg, Burg.                | Purnawarman, Jl.                                                                                                 |
| Burlageweg                    | Cipunagara, Jl.                                                                                                  |
| Buskenhuetweg                 | Wahidin, Jl. Doktor                                                                                              |
| Camphuisweg                   | Kembang Tanjung, Jl.                                                                                             |
| Cannalaan                     | Culan, Jl. |
| Carpentierstraat              | Kembangdayung, Jl.                                                                                               |
| Cassialaan                    | Karang Tineung, Jl.                                                                                              |
| Cederlaan                     | Sukawangi, Jl.                                                                                                   |
| Coenstraat                    | Malabar, Jl. |
| Conducteur Gang               | Ergule, Gg. |
| Gang Coorde                   | Kejaksaan, Jl.                                                                                                   |
| Da Costaboulevard             | Sawunggaling, Jl.                                                                                                |
| Daendelsweg                   | Jakarta, Jl. |
| Dahlialaan                    | Dahlia, Jl |
| Dalfsenweg                    | Pabrik Daging, Jl.                                                                                               |
| Damarlaan                     | Sukajadi, Jl. |
| Dammeweg                      | Cimandiri, Jl.                                                                                                   |
| Dennenlaan                    | Karangsari, Jl.                                                                                                  |
| Dennenlust Hoofdweg           | Hegarmanah. Jl.                                                                                                  |
| Depart. v. Oorlog             | Markas Besar Staf 1, Jl.                                                                                         |
| Diemenstraat, van             | Kembang Sepatu, Jl.                                                                                              |
| Djanitrilaan                  | Sirna Manah, Jl.                                                                                                 |
| Borgerweg, Dokter             | Sutomo, Jl. Dokter                                                                                               |
| Salehweg, Dokter              | Saleh, Jl. Dr.                                                                                                   |
| Bevervoordeweg, Engelbert van | Wastukancana, Jl.                                                                                                |
| Engelenweg                    | Cikutra, Jl. |
| Fabrieksweg                   | Industri, Jl. |
| Fabritiuslaan, Carel          | Wasyid, Jl. Haji                                                                                                 |
| Farmanweg                     | Pajajaran, Jl.                                                                                                   |
| Filiciumlaan                  | Sirnasari, Jl.                                                                                                   |
| Fokkerlaan                    | Garuda, Jl. |
| Halslaan, Frans               | Kyai Gede Utama, Jl.                                                                                             |
| Frisiastraat                  | Tirtayasa, Jl. Sultan                                                                                            |
| Galenweg, van                 | Lamping, Jl. |
| Geelweg, Kapitein             | Linggawastu, Jl.                                                                                                 |
| Gelrinstraat                  | Bahureksa, Jl.                                                                                                   |
| Ghijselweg                    | Tamansari, Jl.                                                                                                   |
| Gravellealaan                 | Karanglayung, Jl.                                                                                                |
| Graeffweg, de                 | Lebak, Jl. |
| Groeneveldweg, Bruno          | Gajah Lumanturg, Jl.                                                                                             |
| Grootweg, Dr. de              | Siliwangi, Jl.                                                                                                   |
| Haelenweg, van                | Pa Jiping, Jl.                                                                                                   |
| Harmenweg                     | Tubagus Ismail, Jl.                                                                                              |
| Heemskerkstraat               | Jamuju, Jl. |
| Heetjansweg                   | Agung, Jl. Sultan                                                                                                |
| Helemersweg                   | Rajiman, Jl. Dokter                                                                                              |
| Hertelaan                     | Menjagan, Jl. |
| Heutzweg                      | Serang, Jl. |
| Heijtingslaan (weg)           | Angkasa, Jl. Tengku                                                                                              |
| Hollanniastraat               | Wira Angunangun, Jl.                                                                                             |
| Hoofdweg                      | Hegarmanah, Jl.                                                                                                  |
| Hooftweg, P.C.                | Susilo, Jl. Dokter                                                                                               |
| Hoogeschoolweg                | Ganesha, Jl. |
| Hooghweg, Pieter de           | Pangeran Kornel, Jl.                                                                                             |
| Houtmanplein                  | Ciujung, Lapangan                                                                                                |
| Houtenweg, van                | Tamansari, Jl.                                                                                                   |
| Hoopweg, van der              | Abdulrachman Saleh, Jl. Dokter                                                                                   |
| Houtmanstraat                 | Supratman, Jl.                                                                                                   |
| Houtstraat                    | Suren, Jl. |
| Hoytemaweg, van               | Sumur Bandung, Jl.                                                                                               |
| Huygensweg                    | Tamansari, Jl.                                                                                                   |
| Idenburgweg                   | Sukabumi, Jl. |
| Insulindepark                 | Nusantara, Taman                                                                                                 |
| Ionghlaan, de                 | Arya Jipang, Jl.                                                                                                 |
| Irene Boulevard               | Surapati, Jl. |
| Steenlaan, Jan                | Pageragung, Jl.                                                                                                  |
| Wittweg, Johan de             | Srigading, Jl.                                                                                                   |
| Jubilempark                   | Tamansari, Jl.                                                                                                   |
| Juliana-Bernhardlaan          | Kiputih, Jl. |
| Juliana Boulevard             | Suropati, Jl. |
| Julianaziekenhuis             | Rumah Sakit Umum Ranca                                                                                           |
| Kampementstraat               | Menado, Jl. |
| Katstraat, de                 | Cisanggarung, Jl.                                                                                                |
| Kebonklapaweg                 | Banjaran, Jl. |
| Kerklaan                      | Gereja, Jl. |
| Kersenlaan                    | Karang Tinggal, Jl.                                                                                              |
| Keyzerlaan, de (Noord)        | Cisangkuy, Jl.                                                                                                   |
| Keyzerlaan, de (Zuid)         | Cilaki, Jl. |
| Kinineweg                     | Pajajaran, Jl.                                                                                                   |
| Kislaan                       | Tengku Angkasa, Jl.                                                                                              |
| Klerkweg, de                  | Mundinglaya, Jl.                                                                                                 |
| Kolklaan, van der             | Akbar, Jl. Haji                                                                                                  |
| Kromhoutweg                   | Dayang Sumbi, Jl.                                                                                                |
| Kruisweg                      | Begawan Semponi, Jl.                                                                                             |
| Lammingweg                    | Sangkuriang, Jl.                                                                                                 |
| Landraad, Gg.                 | Babakan Ciamis ?                                                                                                 |
| Landraadweg                   | Gereja, Jl. |
| Leeuwenhoekstraat, van        | Nijland, Jl. |
| Lembangweg                    | Cihampelas, Jl.                                                                                                  |
| Lembangweg                    | Setiabudhi, Jl. Dokter                                                                                           |
| Limburgiastraat               | Rangga Gempol, Jl.                                                                                               |
| Limburg Stirumplein, van      | Bengawan, Lapangan                                                                                               |
| Litsonlaan, 1e                | Marjuk, Jl. |
| Litsonlaan, 2e                | Istad, Jl. H.M                                                                                                   |
| Logeweg                       | Wastukancana, Jl.                                                                                                |
| Maarschalklaan                | Stasion Selatan, Jl.                                                                                             |
| Machinist Gg.                 | Gambir, Jl. |
| Maclaine Pontweg              | Gelap Nyawang, Jl.                                                                                               |
| Marconiplein                  | Cirebon, Lapangan                                                                                                |
| Marconistraat                 | Cirebon, Jl. |
| Magnolialaan                  | Sukaresmi, Jl.                                                                                                   |
| Malabarlaan                   | Malabar, Jl. |
| Malabar Oost                  | Palasari, Jl. |
| Malabar West                  | Malabar, Jl. |
| Maduraweg                     | Angkuning, Jl.                                                                                                   |
| Mauritslaan                   | Patrakomala, Jl.                                                                                                 |
| Meerlaan                      | Situ, Jl. |
| Melatilaan                    | Melati, Jl. |
| Menadostraat                  | (gedeelte) Aceh, Jl.                                                                                             |
| Merdikalioweg                 | Pajajaran, Jl.                                                                                                   |
| Molukkenpark                  | Maluku, Taman |
| Pahud de Montagneweg          | Raden Patah, Jl.                                                                                                 |
| Morseweg                      | Garut Jl. |
| Mosselweg, Jacob              | Bogor, Jl. |
| Multatuli Boulevard           | Sulanjana, Jl.                                                                                                   |
| Naripan weg                   | Naripan, Jl. |
| Nassaulaan                    | Gandapura, Jl.                                                                                                   |
| Neckstraat                    | Cipunagaza, Jl.                                                                                                  |
| Nicolaas Maeslaan             | Adipati Kertabumi, Jl.                                                                                           |
| Nieuwe Binnenweg              | Kacakaca Wetan, Jl.                                                                                              |
| Nieuwstraat                   | Kesatria, Jl. |
| Noorderkampementstraat        | Aceh, Jl. |
| Noortstraat, van              | Ciwulan, Jl. |
| Nijlandweg                    | Cipaganti, Jl.                                                                                                   |
| Oldenbarneveldtweg, van       | Tongkeng, Jl. |
| Oosteinde Binnen              | Panaitan, Jl. |
| Oosteindeweg                  | Sunda, Jl. |
| Oranje Nassauplein            | Dipati Ukur, Lapangan                                                                                            |
| Orchideelaan                  | Anggrek, Jl. |
| Ostadelaan, van               | Kiayi Luhur, Jl.                                                                                                 |
| Oudehospitaalweg              | Lengkong, Jl. |
| Palmenlaan                    | Sukaasih, Jl. |
| Parklaan                      | Taman Merdeka, Jl.                                                                                               |
| Parkweg                       | Taman Sari, Jl.                                                                                                  |
| Pasteurweg                    | Pasteur, Jl. |
| Pelikaanweg                   | Hadisucipto, Jl.                                                                                                 |
| Peltzerlaan                   | Imam Bonjol. Jl.                                                                                                 |
| Hooghlaan, Pieter de          | Pangeran Kornel, Jl.                                                                                             |
| Pietersweg                    | Lengkong Dalam, Jl.                                                                                              |
| Heinweg, Piet                 | Lamping, Jl |
| Weerden Poelmanweg, van       | Aruna, Jl. |
| Postjagerweg                  | Kapten Sumantri, Jl.                                                                                             |
| Grote Postweg                 | Asia-Afrika, Jl. (centrale deel) Jendral Sudirman, Jl. (westelijke deel) Jendral. A. Yani, Jl. (oostelijke deel) |
| Potgieterweg                  | Rum, Jl. Dokter                                                                                                  |
| Potterlaan                    | Singa Perbangsa, Jl.                                                                                             |
| Poulsenstraat                 | Cianjur, Jl. |
| Radiostraat                   | Sumedang, Jl. |
| Randweg                       | Rancabentang, Jl.                                                                                                |
| Ravijnweg                     | Jurang, Jl. |
| Reaalstraat                   | Samboja, Jl. |
| Regentsweg                    | Dewi Sartika, Jl.                                                                                                |
| Rembrandtstraat               | Diponegoro JL.                                                                                                   |
| Residentweg                   | Gubernur, Jl. |
| Riebbeekweg                   | Pacar, Jl. |
| Ringboulevard                 | Dipati Ukur, Jl.                                                                                                 |
| Roelofsenstraat               | Banda, Jl. |
| Rochussenweg                  | Kacapiring, Jl.                                                                                                  |
| Roemervisscherweg             | Cipto, Jl. Dokter                                                                                                |
| Roosenweg                     | Martadinata, Jl.                                                                                                 |
| Rotgansplein                  | Otten Lapangan Dokter                                                                                            |
| Rozenlaan                     | Mesri, Jl. H. Moh.                                                                                               |
| Ruysdaelweg, van              | Prabu Dimuntur, Jl.                                                                                              |
| Ruyterlaan, Sim de            | Martadinata, Jl.                                                                                                 |
| Ruyterweg, Admiraal de        | Bosscha, Jl. |
| Rijpwijk, de                  | Salam, Jl. |
| Schoolweg                     | Merdeka, Jl. |
| Selectalaan                   | Sindangsirna, Jl.                                                                                                |
| Seringanlaan                  | Pudak, Jl. |
| Slachthuisweg                 | Arjuna, Jl. |
| Societeitstraat               | Patrakomala, Jl.                                                                                                 |
| Soemedangweg, Pangeran        | Pasar Baru, Jl.                                                                                                  |
| Soendastraat                  | Sumbawa, Jl. |
| Sorgvlietplein                | Panglajungan, Lapangan                                                                                           |
| Spaarbank Gg.                 | Morse, Gg. |
| Speelmanweg                   | Centeh, Jl. |
| Spoorstraat Oost/West         | Stasiun Timur/Barat, Jl.                                                                                         |
| S.S. weg                      | Kembang Sepatu, Jl.                                                                                              |
| Stadhouderslaan               | Ernawar, Jl. |
| Stadhouderslaan, 2de          | Sumarsana, Jl.                                                                                                   |
| Stalweg                       | Astanaanya, Jl.                                                                                                  |
| Steenlaan, Jan                | Pagergunung, Raden                                                                                               |
| Sijthoffpark, Pieter          | Taman Merdeka |
| Tasmanstraat                  | Cilaki, Jl. |
| Tessenschadeweg               | Rubini, Jl. Dokter                                                                                               |
| Timorstraat                   | Banda, Jl. |
| Tirionweg                     | Rajiman, Jl. |
| Tjibunutweg                   | Buton, Jl. |
| Tjihampelasweg                | Taman Hewan, Jl.                                                                                                 |
| Tjikinilaan                   | Cikini, Jl. |
| Tjipagantiweg                 | Sastra, Jl. |
| Tjitaroemstraat               | Citarum, Jl. |
| Trompweg                      | Bapa Husein, Jl                                                                                                  |
| Tuindorpweg                   | Lengkong Tengah, Jl.                                                                                             |
| Valkenstlaan                  | Rais, Gg. |
| Veldelaan, van de             | Panatayuda, Jl.                                                                                                  |
| Verkerweg                     | Lengkong Dalam, Jl.                                                                                              |
| Vermeerlaan                   | Hasan, Jl. Haji                                                                                                  |
| Vleutenweg, van               | Multatuli, Jl.                                                                                                   |
| Vondelstraat                  | Hariangbanga, Jl.                                                                                                |
| Vosmaerweg                    | Gunawan, Jl. Dokter                                                                                              |
| Vijverlaan                    | Kolam, Jl. |
| Wajanglaan                    | Wayang, Jl. |
| Wenckenbachlaan               | Trunojoyo, Jl.                                                                                                   |
| Westerparkweg                 | Suryani, Jl. |
| Wigmanweg                     | Cimalaya, Jl. |
| Wilhelminaboulevard           | Diponegoro, Jl.                                                                                                  |
| Wilhelminaplein               | Diponegoro, Jl.                                                                                                  |
| Wijckweg, van der             | Karawang, Jl. |
| Ykweg                         | Tera, Jl. |
| Yzermanpark                   | Taman Ganesha, Jl.                                                                                               |
| Zadelweg                      | Pelana, Jl. |
| Zeelandiastraat               | Maulana Yusuf, Jl.                                                                                               |
| Ziekenhuisweg                 | Rumah Sakit, Jl.                                                                                                 |
| Zorgvlietlaan                 | Teuku Umar, Jl.                                                                                                  |